# Arachnomura
Arachnomura là một chi nhện trong họ Salticidae.